# Maestro dell'Annunciazione Ludlow
Il Maestro dell'Annunciazione Ludlow (Venezia?, 1430 – 1460 circa) è stato un pittore italiano.
L'anonimo pittore deve il suo nome alla tavola raffigurante un’Annunciazione, già nella Collezione Lady Ludlow a Londra e oggi conservata a Luton Hoo.
Nel 1946 Roberto Longhi accostava alla tavola un gruppo di opere già attribuite a Jacopo Moranzon: una Madonna (già Berlino, Collezione Kaufmann), alcune Madonne e una Natività: (Venezia, Gallerie dell'Accademia); proponendone l'identificazione con Leonardo Morazon, nipote di Jacopo, attivo nella bottega dello zio nell'anno 1443. Identificazione tuttavia non ritenuta più pertinente.
Nel 1971 Federico Zeri restituiva al catalogo del Maestro le tavole raffiguranti alcuni Santi (Praga, Narodnie Gallerie), probabilmente proveniente dallo stesso polittico dell'Annunciazione, ascrivendo il polittico alla fase più tarda dell'attività artistica dell'anonimo, in modo da datare gli inizi della sua attività, svolta sotto l'influsso dell'opera di Gentile da Fabriano, al 1430. Opere successive, per lo più Madonne in collezioni private, testimoniano l'attenzione del Maestro per le novità di Antonio Vivarini e Jacopo Bellini.